# Huwara
Huwara (arab. ‏حُوّاره‎) – palestyńskie miasto położone w muhafazie Nablus, w Autonomii Palestyńskiej. Według danych szacunkowych Palestyńskiego Centralnego Biura Statystycznego w 2016 roku miejscowość liczyła 6759 mieszkańców